# Austrijska hokejska liga 2009./10.
Erste Bank Eishockey Liga 2009./10., ili skraćeno EBEL liga 2009./10. 7. je sezona austrijske hokejaške lige pod sponzorskim vodstvom Erste Bank. Iako je riječ o prvenstvu Austrije, strani klubovi u ligi ne mogu se okititi tim naslovom već se tituliraju prvakom EBEL-a. U ovogodišnjoj sezoni na sastanku klubova članova lige EBEL, jednoglasno je usvojen zahtjev za prijem hrvatskog Medveščaka u članstvo. Time se liga nakon zadnjeg proširenja 2006. godine (otkako su austrijski klubovi primili u svoje prvenstvo višestrukog prvaka Slovenije, Jesenice) proširila i na Hrvatsku.
U ovogodišnjoj sezoni naslov brani austrijski KAC iz Klagenfurta. 

## Momčadi

### Klubovi i karta EBEL lige
| - EHC Black Wings Linz[1] (Linz) - EC Graz 99ers (Graz) - EC KAC (Celovec) - EC Red Bull Salzburg (Salzburg) - Vienna Capitals (Beč) | - EC VSV (Villach) - HK Acroni Jesenice[2] (Jesenice) - HDD Olimpija Ljubljana[3] (Ljubljana) - Alba Volán Székesfehérvár[4] (Székesfehérvár) - KHL Medveščak Zagreb (Zagreb)[a] |

Napomene
- [a] Medveščaku je ovo premijerna sezona u EBEL ligi
- [1] nastupaju pod sponzorskim imenom EHC LIWEST Black Wings
- [2] nastupaju pod sponzorskim imenom
- [3] nastupaju pod sponzorskim imenom HDD Tilia Olimpija
- [4] nastupaju pod imenom SAPA Fehérvár AV 19

## Transferi

### KAC
KAC je poslušao staru izreku koja kaže: "Ako nije pokvareno, ne popravljaj!" U skladu s tim su se i ponašali u Celovcu ovog ljeta, pa je glavni dio momčadi prvaka ostala na okupu i za sljedeću sezonu. Obrana i vratari ostali su iz prošle sezone, dok je napad dobio novog igrača. Stigao je iskusni austrijski reprezentativac Dieter Kalt iz redova prošlogodišnjeg finalista Red Bulla. Na klupi KAC-a je i dalje Kanađanin Emanuel Viveiros.

### Red Bull Salzburg
Od poraza u finalu prošle godine od KAC-a, Salzburg je tijekom ljeta doživi velike promjene u igračkom kadru. Na probu je doveden kanadski vratar David LeNeveu iz Iowa Chopsa. 
Obrambeni zid na plavoj liniji pretrpio je brojne promjene. Pridošlice su Jason Beckett, Michael Schutte i Doug Lynch. U napadu su dovedeni Steve Regier, Jonathan Filewich, Brent Aubin, krilo Kelsey Wilson, te Ryan Duncan i Michael Gergen. Trener Red Bulla je i dalje iskusni kanadski stručnjak Pierre Pagé.

### Vienna Capitals
Capitalsi su jedna od jačih ekipa u EBEL ligi, a višegodišnji neuspjesi u finalima natjerale su čelnike da slože ekipu sposobnu osvajanja naslova.  Na vrata gola stigao je Kanađanin Frédéric Cassivi, obranu je pojačao Aleš Kranjc i povratnik u momčad Phillipe Lakos. U napadačkom dijelu igre, Capitalse je napustio Aaron Fox, a napad su pojačali braća Rodman (Marcel i David Rodman). Capitalse i dalje vodi kanadski trener Kevin Gaudet. 

### Graz 99ers
Ovogodišnji sastav 99ersa doživio je manje promjene. Iako je obrana je bolji dio štajerske momčadi, uprava kluba odlučila je dovesti Martina Orazea i povratnika Floriana Iberera, a na probu je stigao Kanađanin Cole Jarret. Prošlogodišnji napad kluba bio je najgori u ligi, pa su tako morali ojačati te redove. Dovedeni je Kanađanini Jean-Philippe Paré i Warren Norris, te austrijski reprezentativac Christoph Harand. Trener Graza je i dalje Amerikanac Bill Gilligan.

### Alba Volán Székesfehérvár
U dvije sezone nastupanja u EBEL-u, Alba se držala začelja. U svojoj premijernoj sezoni bili su uvjerljivo posljednji, a prošlo prvenstvo završili su na devetom mjestu. Zbog takvih rezultata klubu treba iskorak i pojačanja. Na vrata je stigla prinova iz Finske, Tommi Satosaari. U protekloj sezoni posebna se pažnja poklonjala obrani. Premda su bili tek deveti na ljestvici, obrana Albe bila je sedma po broju primljenih pogodaka. Doveden je švedski internacionalac Oscar Ackeström, Finac Juha Alen. Napad je bio slabija strana Albe. Napustio ih je preminuli Gabor Ocskaj, a kao pojačanja dovedeni su mađarski reprezentativac Marton Vas i Rumunj Arpad Mihaly. 

### KHL Medveščak
Ulaskom Medveščaka u EBEL ligu, klupska uprava značajno je preorganizirala svoje redove. Angažiran je američki stručnjak Doug Bradley sa zadatkom okupljanja profesionalne momčadi i trenera koji će je voditi, Kanađanin Enio Sacilotto. Bradley je ususret početku sezone složio impresivnu ekipu. Na Medveščakovom rosteru, uz domaće igrače, našli su se jedan od najboljih slovenskih vratara Robert Kristan, branič hrvatskog podrijetla Andy Sertich te Kanađani Robby Sandrock, Alan Letang i Conrad Martin i napadači John Hečimović, Mike Prpich, Sašo Rajsar (sva četvorica također hrvatskih korijena), Amerikanci Aaron Fox, T. J. Guidarelli i Jeff Corey te Kanađanini Mike Ouellette i Brad Smyth. Tijekom početka sezone stigla su još dva Kanađanina Richard Seeley, koji je prethodnu sezonu proveo u austrijskom Black Wings Linzu i Jeff Heerema koji je stigao iz Frankfurt Lionsa. Nakon 25. odigranih kola trener Sacilotto dobio je otkaz, a na njegovo mjesto stigao američki stručnjak Ted Sator. Dolazak Jeffa Heereme u Zagreb označio je kraj sezone za Matu Mlađenovića i Luku Žagara. Njih dvojica neće biti na raspolaganju za nastupe u EBEL ligi sve do kraja sezone zbog ograničenja broja stranaca.

### VSV
Villach je solidna ekipa EBEL lige. Obrana im je prošle sezone bila treća najbolja u ligi. Napustio ih je ponajbolji branič Bobby Sandrock, a doveden je Kanađanin Mike Martin i austrijski reprezentativac Gerhard Unterluggauer. Imali su četvrti najbolji napad lige te su ga dodatno pojačali. Pridošlice su Šveđanin Mikael Wahlberg, Christian Ban i Kanađanin Kiel McLeod. Od mlađih napadača stigli su Michael Raffl i Philipp Pinter.

### Black Wings Linz
Glavni trener Linza je Kanađanin Kim Collins. Poslije tri uzastopna polufinala, u klubu bi voljeli učiniti i korak naprije. Linz je prošlu regularnu sezonu završio s drugom najboljom obranom u ligi te su ju dodatno pojačali s trojicom novopridošlica. Novi igrači su Darrel Scoville, Rich Bronilla i Franklin McDonald. Napad nije funkcionirao poput obrane zbog čega plasman i nije bio bolji od petog mjesta u ligi. Novi igrači su Amerikanac Pat Leahy, Robert Shearer i standardni član mlađih selekcija Austrije, Daniel Oberkofler. Florian Iberer napustio je klub i prešao u Graz 99ers. Krajem studenog 2009. Linz je svoju obranu pojačao novim igračem, Amerikancem Brendanom Buckleyjem.

### Acroni Jesenice
U tri sezone nastupa u EBEL-u, Jesenice su se pokazale kao solidna momčad koja je znala biti i na vrhu ljestvice, ali i gubiti u serijama. Smanjeni proračun i tradicionalna sklonost jeseničke škole ruskom načinu igre značio je da će se pojačanja tražiti na istoku. U skladu s tim, za trenera je doveden Ildar Rahmatuljin. Prošle sezone imali su drugu najgoru obranu lige i trebala su hitna pojačanja. Na vrata je stigao Rus Boris Tortunov. Odlaskom braniča reprezentativca Aleša Kranjca i Amerikanca Conrada Martina tražila su se rješenja u obrani. Doveden je Kazahstanac Alexander Dück, David Slivnik i Gašper Sušanj. U napadu su nakon odlaska braće Rodman dovedeni kazahstanski reprezentativac Andrej Troščinski, estonski Rus Andrej Makrov, Slovenci Aleš Remar i mladi reprezentativac Rok Tičar, uz još neke mlade igrače. Početkom sezone, 8. studenog 2009., u klub je stigao kanadski branič Burke Henry i napadački centar Todd Elik, a nakon katastrofalnog ulaska u sezonu i zaostataka od čak 12 bodova za osmoplasiranim trener Rahmatuljin dobio je otkaz. Njega je zamijenio američki stručnjak Mike Posma. Sredinom siječnja 2010. Tomaž Razingar raskinuo je ugovor s klubom.

### HDD Tilia Olimpija
Olimpiji su zbog rezultatskih neuspjeha u prošloj sezoni došle i novčane poteškoće. Za novu sezonu uprava je dovela novog trenera, Amerikanca Danyja Gelinasa. Na vrata je stigao Kanađanin, Norm Maracle. Kada momčad završi natjecanje na posljednjem mjestu i pritom primi najviše golova u ligi, vrijeme je za promjene. No, proračun "zelenih" nije dopustio dovođenje skupih pojačanja. Jedina prinova je Amerikanac Eric Werner. Olimpijin napad je prošle sezone bio nešto bolji od obrane, ali dovedena su i neka pojačanja. Stigao je nekadašnji slovenski reprezentativac Ivo Jan, Boštjan Goličič, te mladi igrači iz mlade momčadi Olimpije. Početkom prosinca je Dany Gelinas napustio klupu slovenskog doprvaka, a klub je pronašao novog trenera u Finskoj, a njegovo ime je Hannu Järvenpää.

## Rekordi
Villach je u impresivnom su ozračju pobijedio KAC u utakmici 42. kola EBEL-a. Dvoboj je, naime, odigran pred 30.500 gledatelja na stadionu Wörthersee u Klagenfurtu. Gosti su slavili s 3:1. Utakmica će ostati upamćena po rekordnom broju gledatelja u ligi, a ulaznice su rasprodane za samo 48 sati. Kurier je iznio još neke rekordne brojke: za utakmicu je bilo akreditirano 109 novinara iz Austrije, Slovenije, Mađarske, Hrvatske i Italije, prodalo se oko 80.000 pića i oko 20.000 obroka, za izradu leda je potrošeno 120.000 litara vode, a za osvjetljenje 500.000 vata struje.

## Trenerske promjene
| Klub               | Bivši glavni trener | Razlog odlaska | Datum odlaska      | Novi glavni trener | Datum imenovanja   |
| ------------------ | ------------------- | -------------- | ------------------ | ------------------ | ------------------ |
| HK Acroni Jesenice | Ildar Rahmatuljin   | otkaz          | 8. studenog 2009.  | Mike Posma         | 8. studenog 2009.  |
| Medveščak          | Enio Sacilotto      | otkaz          | 24. studenog 2009. | Ted Sator          | 24. studenog 2009. |
| Tilia Olimpija     | Dany Gelinas        | otkaz          | 16. prosinca 2009. | Hannu Järvenpää    | 16. prosinca 2009. |

## Raspored
- Izvori: Raspored i rezultati
- Ažurirano: 22. studenog 2009.

## Tablica
- Izvori: Tablica
- Ažurirano: 22. studenog 2009.

| Poredak | Klub                      | Uk. | P[a] | I[b] | PP[c] | IP[d] | PK[e] | IK[f] | Bodovi | Gol razlika |
| ------- | ------------------------- | --- | ---- | ---- | ----- | ----- | ----- | ----- | ------ | ----------- |
| 1. ▬    | Graz 99ers                | 24  | 14   | 4    | 1     | 2     | 2     | 1     | 37     | 98:61       |
| 2. ▬    | EHC LIWEST Black Wings    | 24  | 15   | 5    | 0     | 0     | 1     | 3     | 35     | 92:66       |
| 3. ▬    | Vienna Capitals           | 24  | 13   | 8    | 2     | 1     | 0     | 0     | 31     | 88:67       |
| 4. ▬    | EC Red Bull Salzburg      | 24  | 10   | 9    | 2     | 1     | 1     | 1     | 28     | 102:81      |
| 5. ▬    | EC VSV                    | 24  | 11   | 9    | 1     | 2     | 1     | 0     | 28     | 71:80       |
| 6. ▬    | EC KAC                    | 24  | 9    | 10   | 4     | 0     | 0     | 1     | 27     | 76:75       |
| 7. ▬    | Alba Volán Székesfehérvár | 24  | 9    | 9    | 1     | 3     | 2     | 0     | 27     | 71:80       |
| 8. ▬    | KHL Medveščak             | 24  | 6    | 12   | 1     | 2     | 2     | 1     | 21     | 64:91       |
| 9. ▬    | HDD Tilia Olimpija        | 24  | 7    | 14   | 1     | 1     | 0     | 1     | 18     | 62:84       |
| 10. ▬   | HK Acroni Jesenice        | 24  | 3    | 17   | 1     | 2     | 0     | 1     | 11     | 59:98       |

Tumačenje
- [a] Pobjeda
- [b] Poraz
- [c] Pobjeda nakon produžetka
- [d] Poraz nakon produžetka
- [e] Pobjeda nakon izvođenja kaznenih udaraca
- [f] Poraz nakon izvođenja kaznenih udaraca
- ▲ - viša pozicija u odnosu na prošlo kolo
- ▼ - niža pozicija u odnosu na prošlo kolo

## Statistika igrača
- Izvori: Statistika igrača
- Ažurirano: 2. studenog 2009.

### Vodeći strijelci
Ut. = Odigrano utakmica; G = Golovi; A = Asistencije; Bod = Bodovi; +/– = Plus/Minus; PIM = Kaznene minute
| Igrač               | Klub                      | Ut. | G  | A  | Bod | +/– | PIM |
| ------------------- | ------------------------- | --- | -- | -- | --- | --- | --- |
| Benoit Gratton      | Vienna Capitals           | 20  | 7  | 23 | 30  | +17 | 54  |
| Thomas Koch         | Red Bull Salzburg         | 20  | 3  | 27 | 30  | +13 | 8   |
| Eric Healey         | Graz 99ers                | 19  | 12 | 15 | 27  | +16 | 8   |
| Pat Leahy           | EHC LIWEST Black Wings    | 18  | 11 | 16 | 27  | +8  | 20  |
| Greg Day            | Graz 99ers                | 20  | 6  | 21 | 27  | +15 | 6   |
| Frank Banham        | HDD Tilia Olimpija        | 20  | 14 | 12 | 26  | −2  | 14  |
| David Rodman        | Vienna Capitals           | 20  | 9  | 15 | 24  | +11 | 12  |
| Jean-Philippe Paré  | Graz 99ers                | 20  | 6  | 18 | 24  | +6  | 14  |
| Krisztián Palkovics | Alba Volán Székesfehérvár | 20  | 10 | 13 | 23  | 4   | 14  |
| Rob Shearer         | EHC LIWEST Black Wings    | 16  | 7  | 13 | 20  | +12 | 8   |

### Vodeći golmani
Ut. = Odigrano utakmica; SOG = ukupan broj udaraca prema golmanu; SV(S) = ukupan broj obrana golmana; SV(S)% = postotak obrana golmana; GA = broj primljenih golova golmana;
 GAA = prosječan broj primljenih golova po utakmici; SO = broj utakmica bez primljenih golova u kojima je bio jedini golman svoje momčadi
| Igrač              | Klub                      | Ut. | SOG | SV  | SV%  | GA | GAA | SO |
| ------------------ | ------------------------- | --- | --- | --- | ---- | -- | --- | -- |
| Aleš Sila          | HDD Tilia Olimpija        | 20  | 154 | 143 | 92,8 | 11 | 1,8 | 0  |
| Fabian Weinhandl   | Graz 99ers                | 20  | 545 | 505 | 92,0 | 44 | 2,4 | 1  |
| Hannes Enzenhofer  | EC KAC                    | 19  | 156 | 143 | 91,7 | 13 | 2,2 | 1  |
| Gert Prohaska      | Villacher SV              | 20  | 573 | 525 | 91,6 | 48 | 3,0 | 1  |
| Zoltán Hetényi     | Alba Volán Székesfehérvár | 20  | 200 | 183 | 91,5 | 20 | 3,3 | 0  |
| Frederic Cassivi   | Vienna Capitals           | 20  | 576 | 527 | 91,5 | 49 | 2,5 | 1  |
| Alex Westlund      | EHC LIWEST Black Wings    | 20  | 583 | 531 | 91,1 | 52 | 2,7 | 1  |
| Bernhard Starkbaum | Villacher SV              | 20  | 121 | 110 | 90,9 | 12 | 2,4 | 0  |
| Tommi Satosaari    | Alba Volán Székesfehérvár | 19  | 555 | 504 | 90,8 | 51 | 3,4 | 0  |
| Dov Grumet-Morris  | HK Acroni Jesenice        | 8   | 303 | 275 | 90,8 | 28 | 3,5 | 0  |

## Doigravanje
|  | Četvrtfinale | Četvrtfinale | Četvrtfinale |  |  | Polufinale | Polufinale | Polufinale |  |  | Finale | Finale | Finale |
|  |              |              |              |  |  |            |            |            |  |  |        |        |        |
|  |              |              |              |  |  |            |            |            |  |  |        |        |        |
|  |              |              |              |  |  |            |            |            |  |  |        |        |        |
|  |              |              |              |  |  |            |            |            |  |  |        |        |        |
|  |              |              |              |  |  |            |            |            |  |  |        |        |        |
|  |              |              |              |  |  |            |            |            |  |  |        |        |        |
|  |              |              |              |  |  |            |            |            |  |  |        |        |        |
|  |              |              |              |  |  |            |            |            |  |  |        |        |        |
|  |              |              |              |  |  |            |            |            |  |  |        |        |        |
|  |              |              |              |  |  |            |            |            |  |  |        |        |        |
|  |              |              |              |  |  |            |            |            |  |  |        |        |        |
|  |              |              |              |  |  |            |            |            |  |  |        |        |        |
|  |              |              |              |  |  |            |            |            |  |  |        |        |        |
|  |              |              |              |  |  |            |            |            |  |  |        |        |        |
|  |              |              |              |  |  |            |            |            |  |  |        |        |        |
|  |              |              |              |  |  |            |            |            |  |  |        |        |        |
|  |              |              |              |  |  |            |            |            |  |  |        |        |        |
|  |              |              |              |  |  |            |            |            |  |  |        |        |        |
|  |              |              |              |  |  |            |            |            |  |  |        |        |        |

## Vanjske poveznice
- Službena stranica  Arhivirana inačica izvorne stranice od 7. veljače 2010. (Wayback Machine)